# Polycyrtus atriceps
Polycyrtus atriceps là một loài tò vò trong họ Ichneumonidae.